# František Berdych

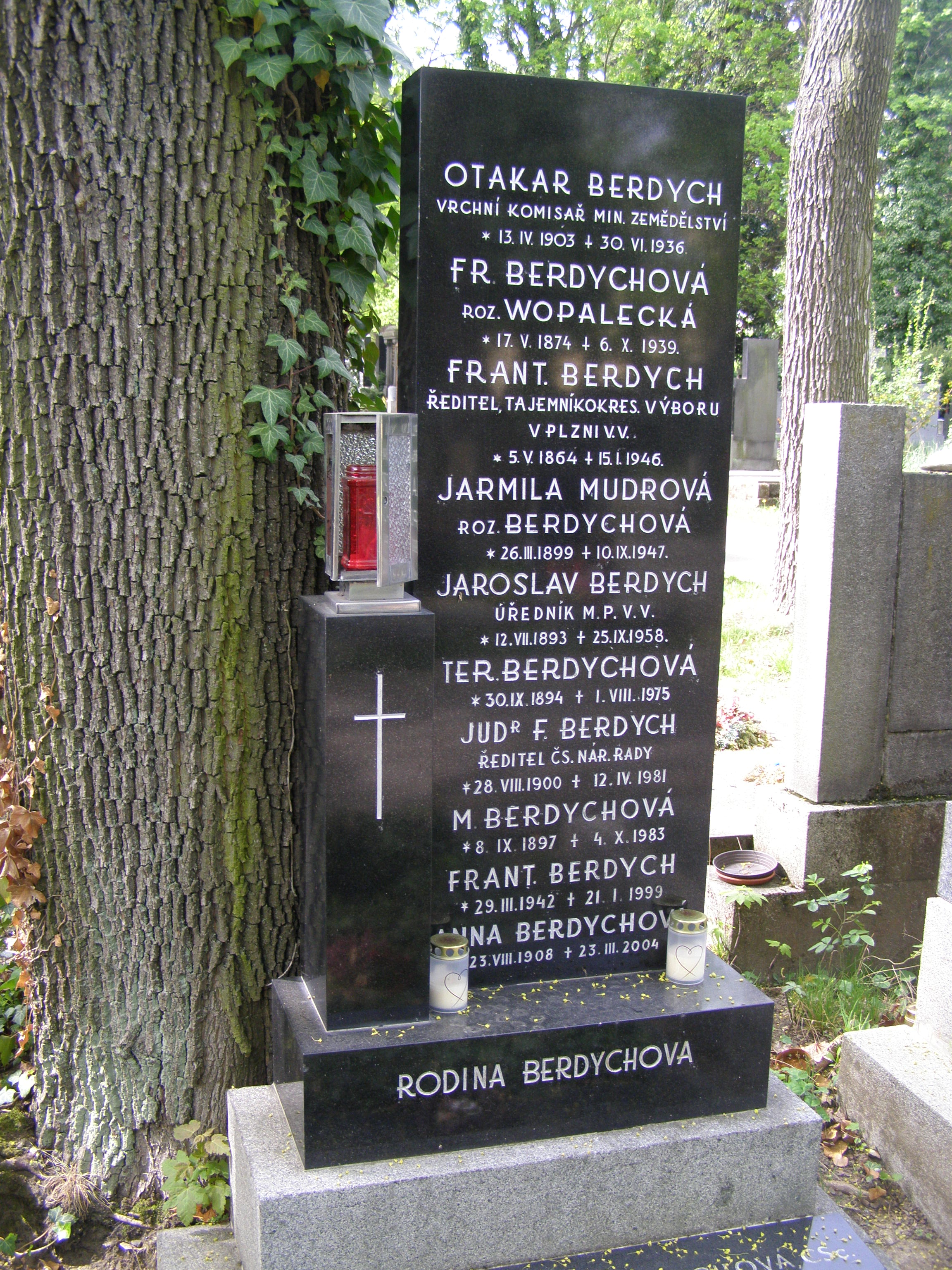
Rodinný hrob na hřbitově Malvazinky v Praze

František Berdych (28. srpna 1900 Plzeň – 12. dubna 1981 Praha) byl český právník, odbojář, redaktor a úředník první republiky.

## Život
Narodil se 28. srpna 1900 v Plzni do rodiny Františka Berdycha, okresního tajemníka a někdejšího starosty plzeňského Sokola. Byl pokřtěn jako František Jindřich. Vystudoval České gymnázium v Plzni, kde roku 1918 maturoval. Ve stejném roce byl povolán do armády a jako voják prezenční služby se účastnil vojenských akcí při osvobozování Slovenska. V letech 1921 až 1925 studoval práva na Právnické fakultě Univerzity Karlovy v Praze. Poté vykonával soudní a advokátní praxi jako auskultant u soudu v Praze a advokátní koncipient.

### Za první republiky
V roce 1927 vstoupil do služeb Československé národní rady kde byl také jejím I. tajemníkem a roku 1936 se stal jejím ředitelem. Byl vedoucím redaktorem časopisu Národní rada. V září roku 1930 se v katedrále sv. Víta, Václava a Vojtěcha v Praze oženil s Annou Filipinou Mastnou, dcerou lomnického továrníka a textilního podnikatele Jana Mastného, bratrance JUDr. Vojtěcha Mastného, československého diplomata a bankéře.
V rámci svého pracovního zaměření podnikl studijní cesty do Jugoslávie, Itálie, Rakouska, Německa a Francie. Velmi aktivně pracoval ve Společnosti pro studium menšinových otázek, Národní besedě, Národní jednotě severočeské. Pravidelně psal články o životě Čechů v zahraničí i českých menšinách v pohraničí a časové národohospodářské úvahy, které uveřejňoval v různých denících a hlavně časopisech Čechoslovák, Bankovní věstník, Národní rada, Tisk a politika atd. Je autorem knihy Obrana státu a naše politické strany (1937). Byl členem Agrární strany. S manželkou Annou měli dva syny. První syn Jiří (1931–2004) byl později operním sólistou plzeňského divadla J. K. Tyla a v roce 1968 emigroval do Mnichova. Po deseti letech se jim narodil druhý syn František (1942–1999).

### Za nacistické okupace

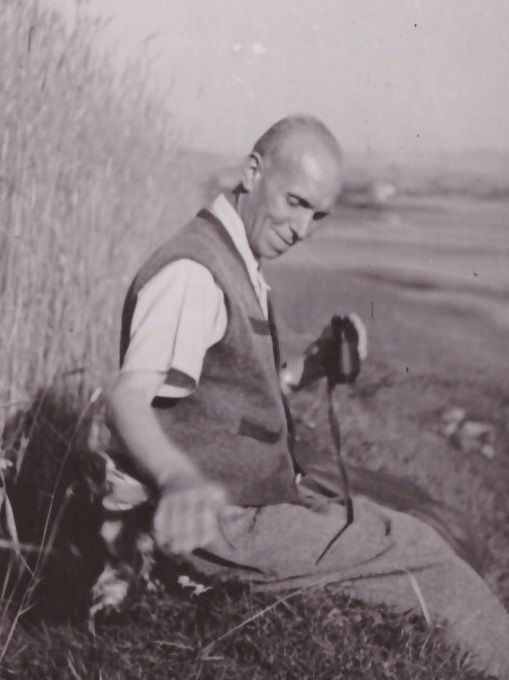
V létě 1942 po návratu z Osvětimi

Byl přítelem a spolupracovníkem generála Aloise Eliáše a členem zednářské lóže Národ. Byl také členem Národního souručenství a byl odborově organizován v NOUZ. V roce 1941 byl nacisty zatčen pro velezradu Říše. Byl vězněn nacisty na Pankráci a v koncentračním táboře Osvětim (únor až červen 1942), ze kterého byl na přímluvu prezidenta Dr. Emila Háchy v červnu 1942 propuštěn. Spolupracoval s ilegálními organizacemi: pražskou a plzeňskou skupinou ve které byli Čadík, Henžlík, Dr. Lány, Jaroslav Kvapil, prof. A. Pražák, kterým dodával zprávy od Ing. Rajmana a Dr. Besserové pro generála Eliáše. Prováděl přechody přes hranice. Finančně podporoval uvězněné vč. spisovatele S. K. Neumanna a mnoho jiných. Byl uznán odbojovým pracovníkem a vyznamenán Československým válečným křížem a Vojenskou medailí za zásluhy I. stupně, kromě jiných vyznamenání.

### Po roce 1945
Roku 1945 vstoupil do Československé strany lidové, v níž byl postupně místopředsedou okresního výboru strany v Praze 6, místopředsedou průmyslové komise, člen presidia OV ČSL, člen presidia ÚNHK ČSL a člen předsednictva budovatelské komise. V letech 1945 a 1946 byl členem zemského národního výboru, členem trestní komise (ve smyslu dekretu prez. republiky č. 138/45) a členem mimořádného lidového soudu v Praze. Dále byl členem Svazu protifašistických bojovníků a Československého červeného kříže. Od roku 1942 do roku 1951 byl zaměstnaný na ředitelství Českomoravských skláren (později Československých závodech sklářských). Od roku 1951 pracoval jako starší ekonomický poradce na Ministerstvu spotřebního průmyslu.
Zemřel 12. dubna 1981 a byl pohřben do rodinného hrobu na pražských Malvazinkách.